# San Pedro de los Milagros
San Pedro de los Milagros este un municipiu din departamentul Antioquia, Columbia.
1. 1 2   http://sanpedrodelosmilagros-antioquia.gov.co/Paginas/default.aspx Lipsește sau este vid: |title= (ajutor)